# WrestleMania I
WrestleMania (in seguito nota come WrestleMania I) è stata la prima edizione di WrestleMania, il pay-per-view principale della World Wrestling Federation. 
Si svolse il 31 marzo 1985, al Madison Square Garden di New York. All'evento presenziarono circa 19.121 persone. Il pay-per-view fu visto da oltre un milione di fan attraverso la televisione a circuito chiuso, che lo rese lo show di wrestling più visto in TV. L'evento è stato l'inizio della Rock 'n' Wrestling Connection.
Lo show fu caratterizzato da nove match di wrestling professionale. Nel main event, Hulk Hogan e Mr. T sconfissero Roddy Piper e Paul Orndorff. Inoltre, Wendi Richter (accompagnata dal manager Cyndi Lauper) sconfisse Leilani Kai vincendo il WWF Women's Championship, mentre Nikolai Volkoff e The Iron Sheik sconfissero i The U.S. Express (Mike Rotunda e Barry Windham) vincendo i WWF Tag Team Championship.

## Background e pubblicità
Durante il 1980, il principale rivale di Vince McMahon e quindi della WWF nel settore del wrestling era il ppv Starrcade, il cavallo di battaglia della National Wrestling Alliance. Vince allora decise di creare Wrestlemania, in modo da poter sconfiggere finalmente la federazione rivale.
Per promuovere quest'evento, McMahon mandò in onda degli spot su MTV, dove a quei tempi venivano organizzati gli eventi della WWF. Ai promo parteciparono inoltre Muhammad Ali, Liberace e Cyndi Lauper, ed essi comparvero anche nell'evento stesso, insieme alle The Rockettes e al manager della Major League Baseball Billy Martin. 
La WWF mandò in onda due episodi speciali su MTV. Il primo fu The Brawl to End It All, trasmesso il 23 luglio 1984 in diretta dal Madison Square Garden. Nello show Wendi Richter sconfisse The Fabulous Moolah vincendo il WWF Women's Championship. La seconda puntata speciale si intitolava The War to Settle the Score, andata in onda il 18 febbraio 1985. Leilani Kai, accompagnata da Moolah, sconfisse Richter, accompagnata da Lauper come nell'episodio speciale precedente, vincendo il titolo femminile.
Altri due titoli furono difesi a WrestleMania: il WWF Intercontinental Championship e il WWF Tag Team Championship. Prima del pay-per-view, Greg Valentine aveva litigato con Tito Santana circa il match titolato. Valentine sconfisse Santana il 24 settembre 1984 per il WWF Intercontinental Championship. Invece Mike Rotunda e Barry Windham vinsero i WWF Tag Team Championship tre mesi prima di WrestleMania contro Adrian Adonis e Dick Murdoch.
Nei mesi precedenti a WrestleMania, Roddy Piper iniziò a condurre un talk-show, trasmesso in TV, nello show della WWF dal titolo "Piper's Pit". In un episodio dello show, egli colpì Jimmy Snuka alla testa con una noce di cocco, che portò a una faida tra i due wrestler, e Piper in seguitò reclutò Bob Orton come guardia del corpo. In un altro episodio del talk show, Piper offese la Rock 'n' Wrestling, cosa che portò a una faida con Hulk Hogan. Nel febbraio 1985, i due uomini lottarono a The War to Settle the Score, in cui Hogan vinse per squalifica dopo l'interferenza di Paul Orndorff e Mr. T. I due fecero un altro match a WrestleMania.
Per promuovere l'evento, Hogan apparve nel programma televisivo Hot Properties quattro giorni prima di Wrestlemania, dove eseguì al conduttore Richard Belzer una Front Chinlock, una mossa che interrompe il flusso di sangue al cervello. Belzer, però, cadde a terra privo di sensi e cominciò a sanguinare copiosamente dalla nuca. Il suo infortunio richiese otto punti di sutura. Belzer poi fece causa per 5 milioni di dollari alla WWF e a Hogan, ma alla fine la vicenda si chiuse per mezzo di un accordo privato. La sera prima di WrestleMania, Hogan e Mr. T vennero ospitati a Saturday Night Live per promuovere l'evento.

## Evento

### Match preliminari

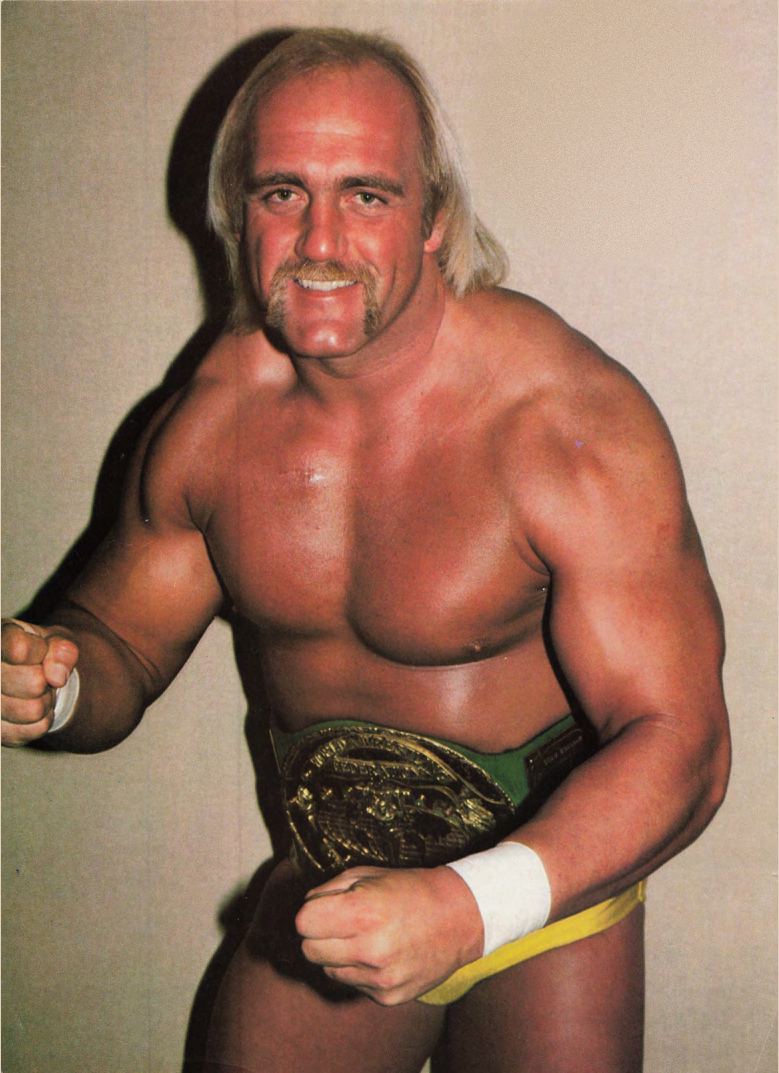
Hulk Hogan e Mr. T sconfissero Roddy Piper e Paul Orndorff.

Il primo match fu quello tra Tito Santana e The Executioner (Buddy Rose). Santana vinse l'incontro dopo l'applicazione di una Figure Four Leglock sull'avversario. Dopo il match, King Kong Bundy, accompagnato da Jimmy Hart, e Special Delivery Jones (Conrad Efraim), si diressero verso il ring. King Kong batté Jones in 9 secondi, rendendo il match il più corto della storia. In realtà la durata effettiva del match si avvicinò ai 24 secondi.
Il match successivo fu quello tra Ricky Steamboat e Matt Borne. Steamboat inizialmente era in vantaggio, fino a quando Borne capovolse la situazione e lo sbatté al tappeto con un belly-to-belly suplex. Dopo aver eseguito una flying crossbody, Steamboat schienò l'avversario vincendo la contesa. Poi ci fu un match tra David Sammartino (accompagnato dal padre Bruno Sammartino) e Brutus Beefcake (con Johnny Valiant). Entrambi i lottatori ebbero dei momenti più o meno vantaggiosi durante il match. Poi Beefcake buttò David fuori dal ring, e Valiant lo sollevò e lo sbatté sul pavimento di cemento. Egli infine riportò Sammartino sul ring prima di essere attaccato da Bruno. Poco dopo, tutti e quattro i wrestler cominciarono a lottare sul ring, e il match si concluse in un no-contest.
Il primo match titolato nello show fu quello tra Junkyard Dog e il WWF Intercontinental Champion Greg Valentine, accompagnato dal suo manager Jimmy Hart. Junkyard iniziò la contesa in posizione offensiva, eseguendo un headbutt e dando dei pugni a Valentine. Poi Hart salì sul ring, e Greg lo colpì accidentalmente. In seguito, Greg Valentine schienò irregolarmente Junkyard Dog facendo leva sulle corde. Di conseguenza, Tito Santana corse sul ring e spiegò all'arbitro Dick Kroll cosa era successo, e il match fu riavviato. Junkyard alla fine vinse il match per count-out, e quindi Valentine non perse il titolo, infatti se il campione in carica perde per count-out, perde il match ma non il titolo.
L'incontro seguente fu quello per i WWF Tag Team Championship. Nikolai Volkoff e The Iron Sheik, accompagnati sul ring da Freddie Blassie, lottarono contro i campioni in carica, gli U.S. Express (Mike Rotunda e Barry Windham),  accompagnati da Capt. Lou Albano. I campioni dominarono la prima parte del match fino a quando Volkoff e The Sheik cominciarono ad attaccare Rotunda. Egli poi diede il cambio a Windham, che eseguì una bulldog su The Sheik. Dopo essersi salvato da uno schienamento, Sheik colpì Windham in testa con il bastone di Blassie, ma non venne squalificato perché l'arbitro era girato di spalle. Infine, Nikolai schienò Barry, e quindi i "cattivi" vinsero il match e i titoli di coppia.

### Main event

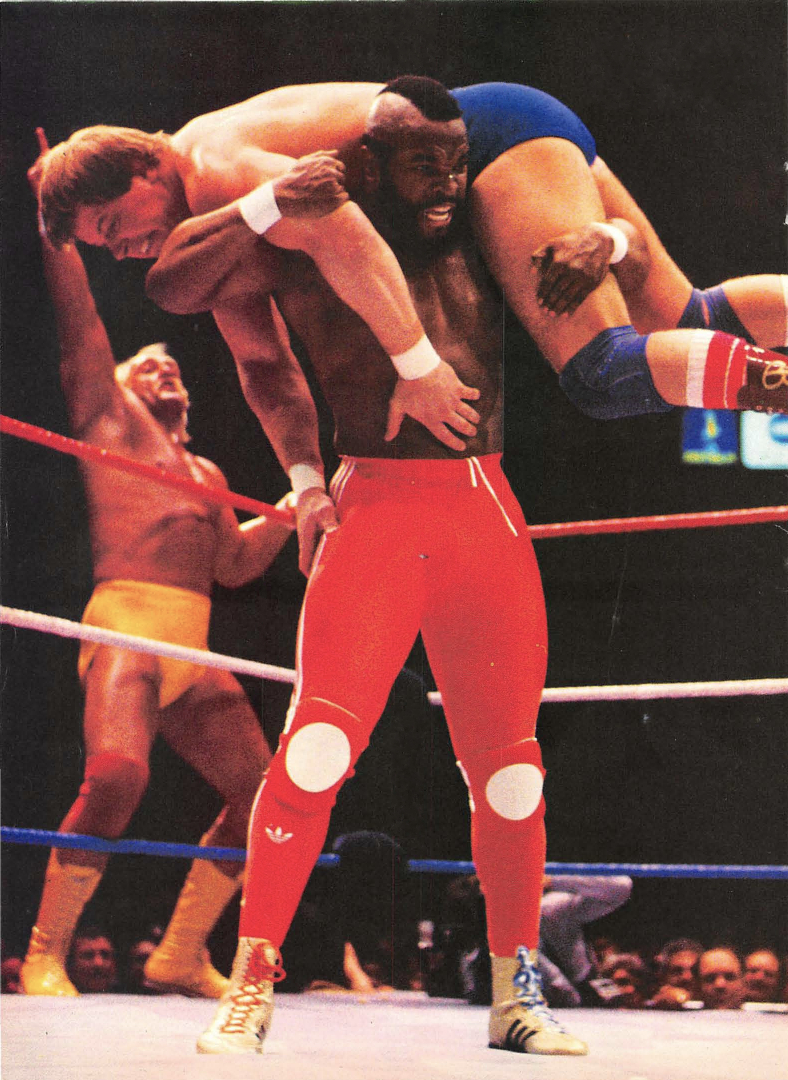
Mr. T solleva Roddy Piper durante il main event della serata

Il prossimo match sulla card fu un $ 15,000 Body Slam Match tra André the Giant e Big John Studd, accompagnato da Bobby Heenan. La stipulazione del match era che André avrebbe dovuto eseguire una body slam su Studd per vincere 15000 $, ma se non ci fosse riuscito, sarebbe stato costretto a ritirarsi. Dopo aver iniziato l'incontro in posizione difensiva, André attaccò l'avversario con una testata. Da allora in poi André dominò il match e, dopo aver indebolito le ginocchia di Studd con più calci, eseguì una body slam vincendo l'incontro e il denaro. Dopo aver preso i soldi, Andrè lanciò i soldi al pubblico fino a quando Heenan gli prese la borsa e corse via. Alla fine, André the Giant non dovette ritirarsi e la sua striscia di imbattibilità rimase intatta.
Poi ci fu il match per il WWF Women's Championship tra Wendi Richter, accompagnata da Cyndi Lauper e da David Wolfe, e Leilani Kai, accompagnata da The Fabulous Moolah. Poco dopo l'inizio dell'incontro, Moolah cercò di attaccare Richter, ma Lauper la fermò. Kai poi eseguì una Flying Crossbody dalla terza corda, ma l'avversaria utilizzò lo slancio di Leilani per invertire la situazione e schienarla, portando a casa il titolo.
Il main event della serata fu un tag team match che vide il campione WWF Hulk Hogan e Mr. T, accompagnati da Jimmy Snuka, contro Roddy Piper e Paul Orndorff, accompagnati da Cowboy Bob Orton. Il pugile professionista Muhammad Ali fu l'arbitro ospite speciale, mentre il manager dei New York Yankees fu il ring announcer ospite. Inoltre, Liberace (accompagnato dalle Rockettes) fu l'ospite addetto al suono del gong. I primi ad arrivare sul ring furono Piper, Orndorff e Orton accompagnati da tamburi e cornamuse, e furono tutti fischiati dal pubblico. Poi arrivarono Hogan, Mr. T, e Snuka, che al contrario vennero accolti benevolmente dal pubblico. I primi a iniziare il match furono Mr. T e Piper. A metà incontro, tutti e quattro i wrestler cominciarono a combattere sul ring, e Muhammad Ali colpì Roddy Piper, nel tentativo di ristabilire l'ordine. Quindi, Paul Orndorff e Piper presero un vantaggio offensivo. Poi, Orndorff bloccò Hogan in una Full Nelson, Bob Orton salì sul paletto di sostegno del ring ed erroneamente colpì Orndorff e a quel puntò Hulk Hogan lo schienò vincendo l'incontro. Poi i due sconfitti se ne andarono lasciando Orton da solo nel ring con Hogan, Mr T e Snuka.

## Conseguenze
Circa tre mesi dopo WrestleMania, il 6 luglio del 1985, Greg Valentine perse il WWF Intercontinental Championship contro Tito Santana in un cage match. Nello stesso periodo, Nikolai Volkoff e The Iron Sheik persero i WWF Tag Team Championship contro i The U.S. Express. Essi difesero il titolo fino ad agosto, quando il tag team composto da Brutus Beefcake e Greg Valentine, più tardi conosciuto come Dream Team, li sconfisse diventando i nuovi campioni.
Dopo che André the Giant sconfisse Big John Studd a Wrestlemania, Studd formò un tag team con King Kong Bundy, e il duo si batté varie volte con André e Hulk Hogan. Poi John e Bundy fecero due Handicap match contro Giant, continuando la faida tra Studd e Andrè. Verso la fine del 1985, Wendi Richter perse il WWF Women's Championship in modo controverso. Lottò contro "The Spider Lady", una lottatrice mascherata, che la schienò vincendo il titolo. Dopo il match, Spider Lady si tolse la maschera e rivelò la sua vera identità: The Fabulous Moolah. Questo finale fu uno screwjob, vale a dire uno dei partecipanti (in questo caso la Richter) fu ignaro del cambiamento del titolo previsto. Richter lasciò la WWF poco dopo, e Moolah difese il titolo per circa due anni.

## Produzione
All'evento presenziarono 19.121 persone. Inoltre, l'evento venne visto da oltre un milione di fan attraverso la televisione a circuito chiuso, rendendolo il più grande evento in TV a circuito chiuso negli Stati Uniti d'America di quei tempi. Un problema tecnico smise di trasmettere l'evento in TV. Per placare i fan arrabbiati, Wrestlemania è stato trasmesso interamente su ABC WTAE tv due settimane dopo. Questo incidente venne erroneamente attribuito a WrestleMania 2 nel DVD e Blu-Ray "True Story of WrestleMania".

## Accoglienza
John Powell di Slam! Wrestling valutò l'evento definendolo "non proprio il massimo...". Nonostante la sua valutazione complessivamente negativa, elogiò alcuni momenti, tra cui la vittoria di King Kong Bundy e quando André the Giant buttò i soldi in mezzo alla folla. Egli disse che il main event fu divertente nonostante la mancanza di wrestling tecnico. Invece, Pro Wrestling Illustrated mise il main event della serata nella lista dei PWI Match of the Year. L'evento è stato trasmesso anche in uno speciale nel luglio del 2007 su MSG Network dal titolo "The 50 Greatest Moments at Madison Square Garden", arrivando al 30º posto. Nel 2002 nel numero di dicembre di Wrestling Digest, il main event fu indicato come il numero cinque dei più memorabili venticinque match degli ultimi venticinque anni.

## Risultati
| # | Incontri | Stipulazioni                                          | Durata |
| - | --- | ----------------------------------------------------- | ------ |
| 1 | Tito Santana ha sconfitto The Executioner | Single match                                          | 04:50  |
| 2 | King Kong Bundy (con Jimmy Hart) ha sconfitto Special Delivery Jones                                                                                 | Single match                                          | 00:23  |
| 3 | Ricky Steamboat ha sconfitto Matt Borne | Single match                                          | 04:37  |
| 4 | David Sammartino (con Bruno Sammartino) vs. Brutus Beefcake (con Johnny Valiant) è terminato in no contest                                           | Single match                                          | 12:43  |
| 5 | Junkyard Dog ha sconfitto Greg Valentine (c) (con Jimmy Hart) per count out                                                                          | Single match per il WWF Intercontinental Championship | 07:05  |
| 6 | The Iron Sheik e Nikolai Volkoff (con "Classy" Freddie Blassie) hanno sconfitto The U.S. Express (Barry Windham e Mike Rotundo) (c) (con Lou Albano) | Tag team match per il WWF Tag Team Championship       | 06:55  |
| 7 | André the Giant ha sconfitto Big John Studd (con Bobby Heenan)                                                                                       | Body Slam match                                       | 05:53  |
| 8 | Wendi Richter (con Cyndi Lauper) ha sconfitto Leilani Kai (c) (con The Fabulous Moolah)                                                              | Single match per il WWF Women's Championship          | 06:12  |
| 9 | Hulk Hogan e Mr. T (con Jimmy Snuka) hanno sconfitto Paul Orndorff e Roddy Piper (con "Cowboy" Bob Orton)                                            | Tag Team match con Muhammad Ali come arbitro speciale | 13:13  |

## Altre presenze
| Ruolo          | Nome:                |
| -------------- | -------------------- |
| Commentatori   | Jesse Ventura        |
| Commentatori   | Gorilla Monsoon      |
| Intervistatori | "Mean" Gene Okerlund |
| Annunciatori   | Howard Finkel        |
| Annunciatori   | Billy Martin         |